# District de Kandreho
Le district de Kandreho est un district de la région de Betsiboka, situé à l'Ouest de Madagascar.